# Fronte di Liberazione del Mozambico
Il Fronte di Liberazione del Mozambico (in portoghese Frente de Libertação de Moçambique, spesso abbreviato in FRELIMO) è un partito politico mozambicano di matrice socialista.
Il partito nacque in epoca coloniale come organizzazione politico-militare indipendentista. Dopo l'indipendenza il FRELIMO è rimasto al potere ininterrottamente fino a oggi, e ad esso sono appartenuti tutti i presidenti del Mozambico, tra cui l'attuale presidente Daniel Chapo.

## Storia
Il movimento, indipendentista e socialista, fu fondato il 25 giugno 1962 a Dar es Salaam (al tempo Tanganica, oggi Tanzania) da alcuni esiliati mozambicani. Leader del movimento fu inizialmente Eduardo Mondlane, assassinato nel 1969 in un attentato dinamitardo. Mondlane fu sostituito nel 1970 da Samora Machel.
Nell'ambito della guerra d'indipendenza del Mozambico, il movimento mise in atto numerose azioni di guerriglia contro il governo portoghese della regione, indebolendolo notevolmente. I portoghesi abbandonarono il paese dopo la transizione democratica causata dalla Rivoluzione dei garofani (1974). La dirigenza del partito, guidata da Samora Machel, dichiarando che era l'unico rappresentante legittimo del popolo mozambicano e chiese che gli fosse consentito di prendere il potere direttamente, senza elezioni multipartitiche. Ottenuta l'indipendenza, il FRELIMO divenne il partito unico della neonata Repubblica Popolare del Mozambico. Samora Machel, comandante del FRELIMO, fu il primo presidente fino al 1986.
Ma il FRELIMO dovette fronteggiare una lunga guerra civile contro i ribelli del movimento conservatore RENAMO, finanziati e appoggiati dai governi bianchi segregazionisti del Sudafrica e della Rhodesia. Nel 1990 lo Stato cambiò nome in Repubblica del Mozambico.
La guerra civile si concluse nel 1992 con gli accordi di pace di Roma tra il leader Frelimo, il presidente Joaquim Chissano e il capo della Renamo, Afonso Dhlakama. Il Frelimo rimase in seguito al potere, venendo sempre riconfermato come partito di maggioranza dalle elezioni democratiche del 2004 a quelle del 2024.

## Risultati elettorali
| Anno              | Voti      | %     | Seggi     |
| ----------------- | --------- | ----- | --------- |
| Parlamentari 2004 | 1 889 054 | 62,03 | 160 / 250 |
| Parlamentari 2009 | 2 907 335 | 74,66 | 191 / 250 |
| Parlamentari 2014 | 2 575 995 | 55,93 | 144 / 250 |
| Parlamentari 2019 | 4 323 298 | 71,28 | 184 / 250 |

## Leader del partito
- Eduardo Mondlane: settembre 1962 - 3 febbraio 1969
- Samora Machel: 14 maggio 1970 - 19 ottobre 1986
- Joaquim Chissano: 6 novembre 1986 - 2 febbraio 2005
- Armando Guebuza: 2 febbraio 2005 - 15 gennaio 2015
- Filipe Nyusi: 15 gennaio 2015 - in carica